# Tragocephala castelnaudi
Tragocephala castelnaudi es una especie de escarabajo longicornio del género Tragocephala, subfamilia Lamiinae. Fue descrita científicamente por Thomson en 1868.
Se distribuye por Camerún, Gabón, Guinea Ecuatorial, Nigeria, República Democrática del Congo y República del Congo. Posee una longitud corporal de 18,5 milímetros.